# Hyun Sook-Hee
Hyun Sook-Hee, född den 3 mars 1973 i Seoul, Sydkorea, är en sydkoreansk judoutövare.
Hon tog OS-silver i damernas halv lättvikt i samband med de olympiska judotävlingarna 1996 i Atlanta.